# 개인용 권총

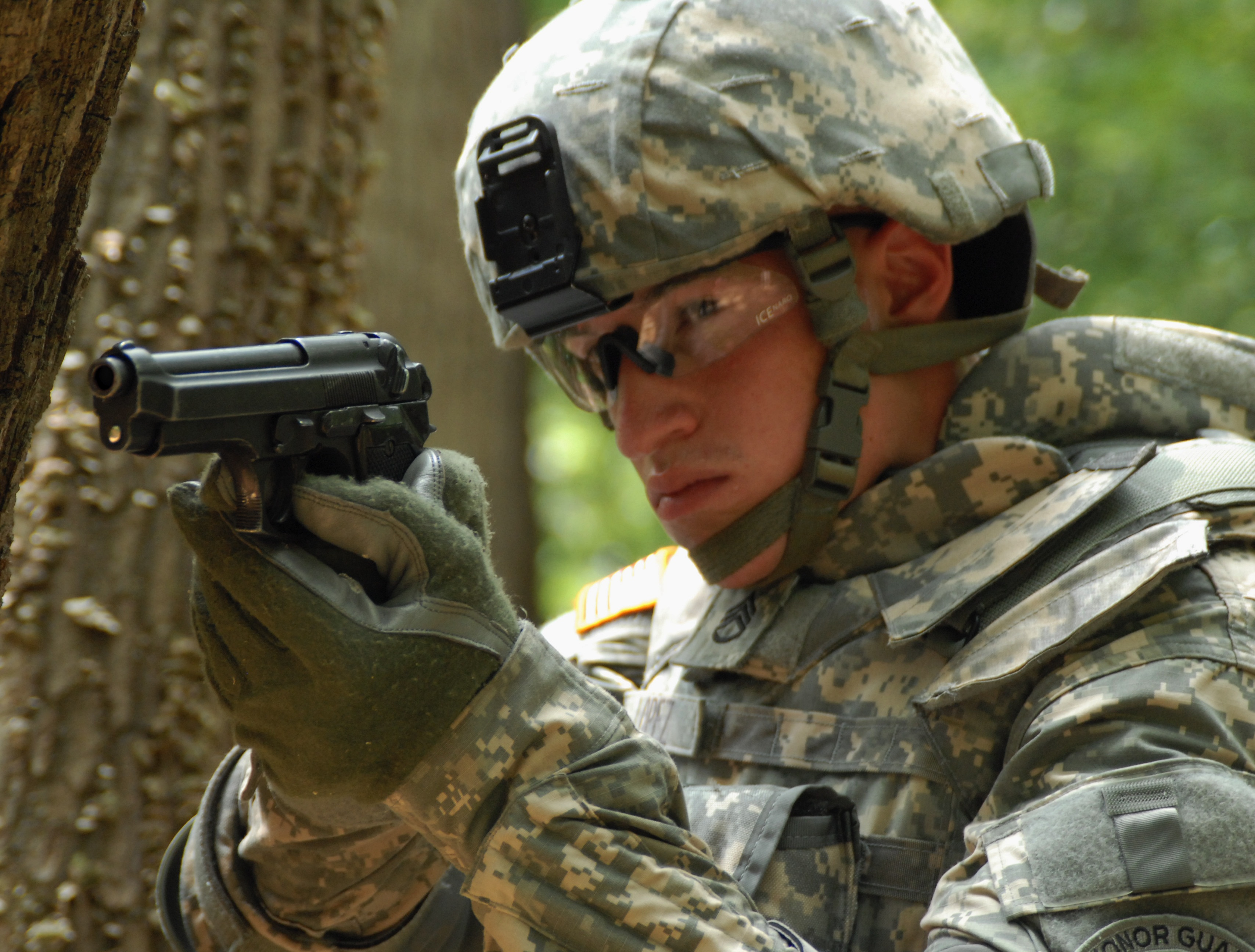
2009년 한 미군 병사가 베레타 M9 권총의 사용법을 시연하고 있다.

개인용 권총(Service pistol, personal weapon)은 군인이나 법 집행관에게 발행되는 권총이다. 일반적으로 군용 권총은 장교, 하사관 및 자기방어를 위한 후방 지원 요원에게 지급되는 리볼버 또는 반자동 권총이지만, 군용 권총은 기본 무기의 백업용으로 특수부대에 지급될 수도 있다. 권총은 일반적으로 최전선 보병에게 지급되지 않는다. 총기가 일반화되기 전에 장교와 하사관은 일반적으로 칼을 휴대했다.

## 같이 보기
- 제식소총